# Biserica Domnească din Ploiești
Biserica Domnească din Ploiești, cu hramul Sfinții Apostoli Petru și Pavel, este un monument istoric aflat pe teritoriul municipiului Ploiești. În Repertoriul Arheologic Național, monumentul apare cu codul 130543.36.

## Istoric
Lăcașul este cel mai vechi monument păstrat din Ploiești. Edificiul a fost ridicat de Matei Basarab în 1639, pentru a răsplăti orașul de unde își recrutase numeroși oșteni. Biserica este situată în partea de răsărit a orașului, lângă râul Dâmbu.

## Descriere
Din monumentul original s-au păstrat zidurile groase de pe părțile laterale și din spate, care au menținut astfel și planul inițial, simplu, dreptunghiular, cu o singură absidă spre răsărit. Mai pot fi autentici stâlpii octogonali ai pridvorului, deoarece mai târziu, după domnia lui Matei Basarab, stâlpii pridvoarelor s-au făcut rotunzi. O turlă mică de zid, care se ridica deasupra pronaosului, s-a năruit demult, din cauza unui cutremur, fiind înlocuită cu o calotă sferică, ulterior dispărută și ea. O scară practicată în grosimea zidului urcă în podul bisericii și în fosta clopotniță. 
Biserica are în față un pridvor compus din două arcade laterale și alte două în fațada principală, cu o ușa între ele și un zid plin deasupra acesteia. Bolțile ce corespund arcadelor, ca și cupolele joase care acoperă pronaosul și naosul au fost scoase la lumină, doar de câțiva ani, prin înlăturarea unui tavan de lemn care le ascundea.
Exteriorul păstrează o mare parte din aspectul sau inițial. Este împărțit în două registre, cu ocnițe inegale separate printr-un brâu format din trei ciubuce paralele, prinse între două șiruri de colțuri. Brâul continuă și pe părțile laterale ale pridvorului, dispărând numai la fațadă.